# Ousmane Kaba
Ousmane Kaba, (Bamako, 10 de mayo de 1955) es un economista y político guineano, diputado desde 2014 de la Asamblea Nacional de Guinea y varias veces ministro. En 1999 fundó la  Universidad Koffi Annan de Guinea. 

## Biografía
Tiene una maestría en economía en Côte d'Ivoire de la Universidad de Abiyán  (1980). Posteriormente siguió en Francia Estudios Avanzados en Ciencias Económicas (DEA, Universidad Paris II-Panthéon - Sorbonne, 1981), y obtuvo un doctorado en ciencias económicas en la Universidad Paris-II (Panthéon - Sorbonne).
Es presidente de la Universidad Kofi Annan en Guinea, que fundó en 1999.
En agosto de 2020 anunció su candidatura para las elecciones presidenciales de Guinea de 2020.

### Trayectoria profesional
Fue profesor de economía en el Fondo Monetario Internacional y de 1986 a 1992 asesor del Gobernador y Director de Divisas en el Banco Central de la República de Guinea. Posteriormente asumió la coordinación del Programa de Reforma Económica y Financiera PREF entre 1992 y 1995.
En 1995 fue fundador de la Universidad Kofi Annan de Guinea y profesor de Política Económica en la Universidad Gamal Abdel Nasser en Conakry.

### Trayectoria institucional y política
En 1996 fue nombrado Ministro de Economía, Finanzas y Planificación y posteriormente Ministro de Planificación y Cooperación (1996-1998).
En 2009 fue vicepresidente del Comité, responsable de supervisar las auditorías participó en la creación del Banco de Desarrollo Agrícola y Minero.
El 20 de marzo de 2010 participó en la creación del Partido Liberal para la Unidad y la Solidaridad (PLUS), con el que se postuló a las elecciones presidenciales de Guinea de 2010. Sin embargo solo logró un 0,54 % de votos.
Entre 2011-2013 fue asesor, Ministro a cargo de la Oficina de Estrategia de la Presidencia de la República.
En 2014 fue elegido diputado de la Asamblea Nacional de Guinea. Presidente de la Comisión de Asuntos Económicos y Financieros, Planificación y Cooperación.
En 2016 fue excluido del partido de Alpha Condé, Asamblea del Pueblo de Guinea (Rassemblement du peuple de Guinée) del que era un influyente miembro, tras expresar su desacuerdo públicamente con el jefe del Estado. Un año después, en 2017 asumió la presidencia del Partido de los Demócratas por la Esperanza (PADES).
Ousame Kabe ha reafirmado que pertenecea al Frente nacional para la defensa de la Constitución, que en junio de 2020 hizo un llamamiento a nuevas protestas en Guinea para evitar un tercer mandato del presidente Alpha Condé.
En agosto de 2020 anunció su candidatura a las elecciones presidenciales de Guinea previstas en octubre de 2020.

## Distinciones
- Consulado Honorario de Pakistán en Guinea